# NGC 5538
NGC 5538 је спирална галаксија у сазвежђу Волар која се налази на NGC листи објеката дубоког неба.
Деклинација објекта је + 7° 28' 34" а ректасцензија 14h 17m 42,4s. Привидна величина (магнитуда) објекта NGC 5538 износи 14,7 а фотографска магнитуда 15,4. NGC 5538 је још познат и под ознакама CGCG 46-83, PGC 91351, FGC 1739, PGC 51056.